# سوختغان (غرمسار كرمان)
سوختغان (بالفارسية: سوختگان) هي منطقة سكنية تقع في إيران في قسم مردهك الریفي. يقدر عدد سكانها بـ 557 نسمة بحسب إحصاء 2016.